# Dictenophiura stellata
Dictenophiura stellata är en ormstjärneart som först beskrevs av Studer 1882.  Dictenophiura stellata ingår i släktet Dictenophiura och familjen fransormstjärnor. Inga underarter finns listade i Catalogue of Life.